# Бенефит
Бенефит је форма исплате у новцу или издавање ваучера за који се може добити новац. Постоје и бенефити у облику услуга или роба пре него у новцу (нпр. храна, саветовање, помоћ у кући и сл.).